# Чеський технічний університет
Че́ський техні́чний університе́т (чеськ. České vysoké učení technické; ČVUT, ЧВТУ, ЧТУ) — технічний університет у столиці Чехії місті Празі, що має славні історичні традиції й шерег відомих випускників; один із найбільших вишів у країні.
Заснований у 1707 році університет є, таким чином, найстарішим технічним університетом Центральної Європи і найстарішим цивільним технічним вишом Європи в цілому.
ЧТУ — один із найбільших університетів країни. Станом на 2008 рік тут навчалося 23 363 студентів.
Головний корпус університету розташований у центрі Нового Мєста в Празі — на Карловій площі, центральний кампус — у празькому районі Дейвіце.

## З історії університету

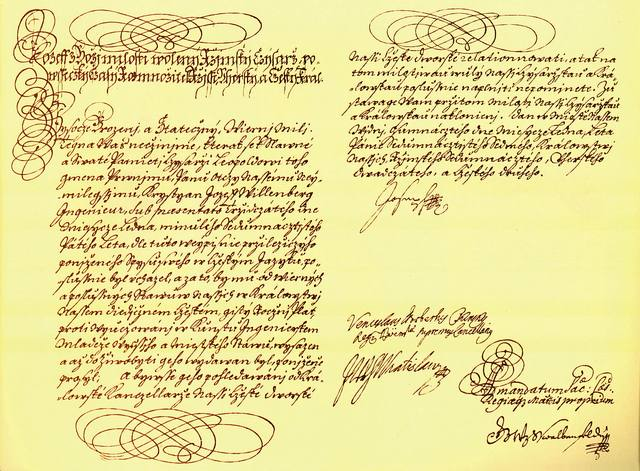
Перша і остання сторінки рескрипту про створення технічної вищої школи в Празі

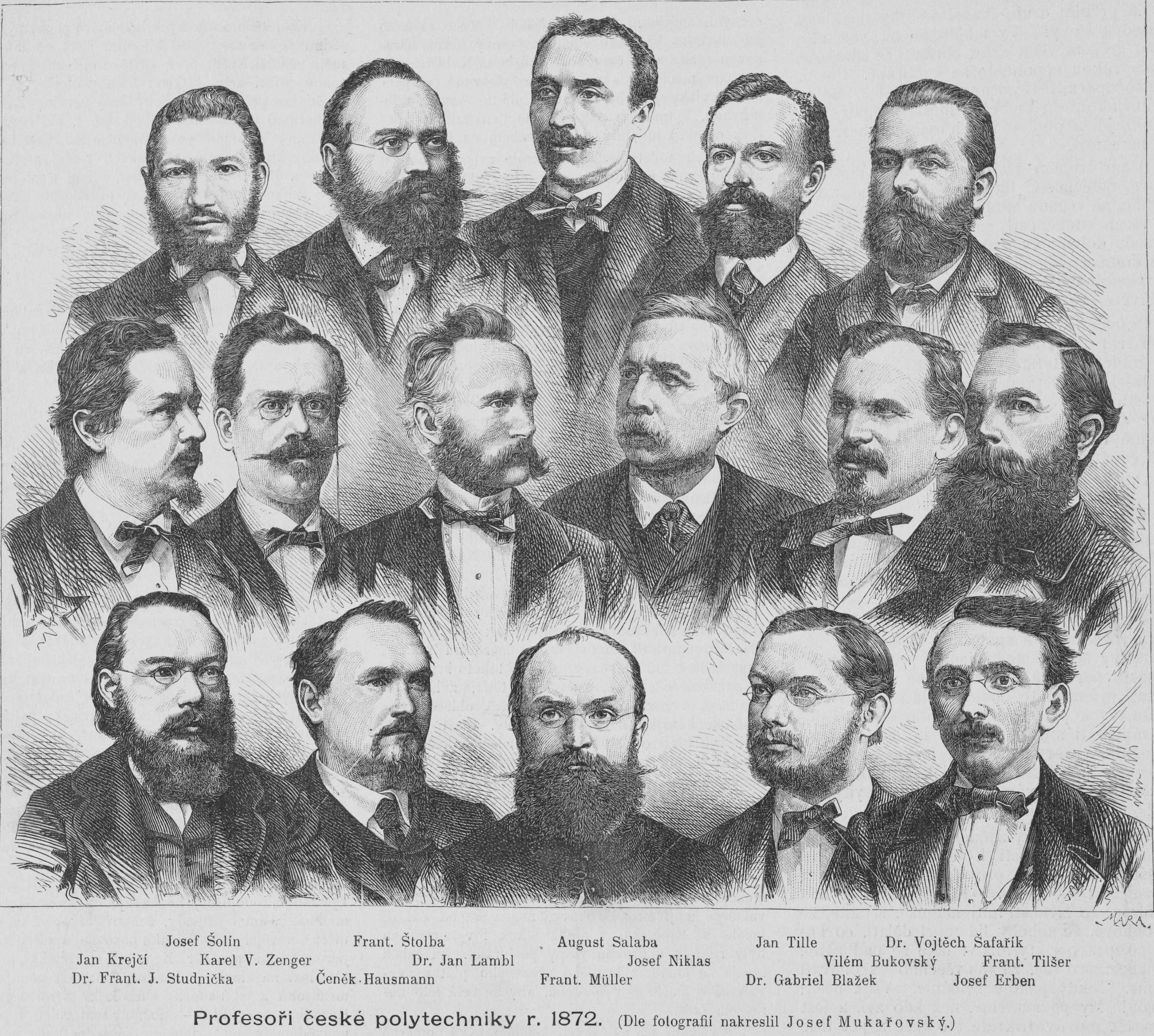
Професорський склад ЧТУ в 1872 році

Прага традиційно була осередком інженерної справи, технічна освіта має тривалу традицію в Богемії. Історія технічного університету в Празі сягає 1707 року, коли він був заснований австрійським імператором Йосипом I, ставши, відтак, першим за часом створення технічним вищим навчальним закладом Центральної Європи.
За ініціативою професора Франтішека Герстнера у 1806 році навчальний заклад був реформований за взірцем Політехнічної школи в Парижі в Празьку політехнічну школу.
Чеський технічний університет завжди був одним з головних осередків як фундаментальної, так і прикладної технічної освіти й науки в Європі. У стінах вищого навчального заладу працювало чимало відомих людей. Так Крістіан Допплер, який працював в університеті професором математики і практичної геометрії (геодезії) у 1837—47 роках, опублікував у Празі в той час (25 травня 1842 року) свою знамениту статтю «Про кольорове світло подвійних зірок і деяких інших зірок на небі», що описувала залежність частоти коливань, що сприймаються під час спостереження, від швидкості і напрямку джерела хвиль та спостерігача відносно один одного (це явище згодом було названо іменем ученого, що його відкрив — ефект Допплера).
За правління австро-угорського імператора Франца Йосифа I 23 листопада 1863 року в Празькій технічній школі було здійснено реформу — навчальному закладу надали організаційний статут (чеськ. Organický statut Polytechnického ústavu), що означав фактично запровадження університетського самоуправління, адже тепер його представником ставав виборний ректор.
8 квітня 1869 року відбулась знаменна подія — Празька технічна школа розділилась на чеську й німецьку складові частини, що фактично означало визнання за чеською мовою права бути мовою освіти й науки.
На початку ХХ століття Празька технічна школа активно розвивалась і розширювалась, і станом на 1909 рік у ній навчалось уже 3 000 студентів.
Зі створенням незалежної Чехословаччини (1918) Празька технічна школа пережила чергову реформу, і від 1 вересня 1920 року має сучасну назву — Чеський технічний університет.
По ІІ Світовій війні і в наш час заклад продовжував і продовжує розвиватися. 1960 року до складу Чеського технічного університету входили 4 факультети: будівельний (з відділеннями архітектури та будівельної інженерії), машинобудівний, електротехнічний та ядерної фізики.

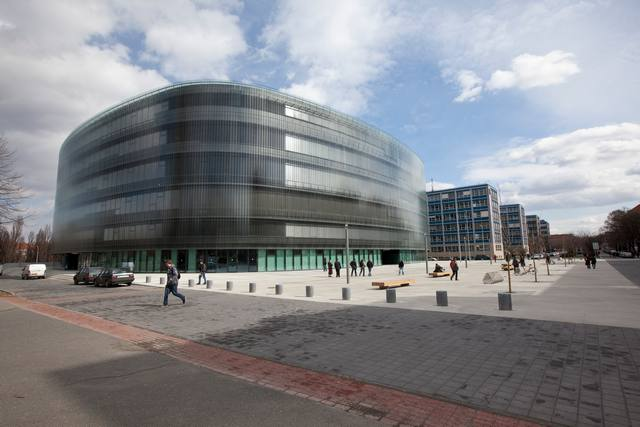
Національна технічна бібліотека

Нові факультети Чеського технічного університету, що відповідали актуальним потребам життя, відкривались у такій послідовності:
- у 1976 році засновано архітектурний факультет (до того часу частина будівельного);
- у 1993 відкрився транспортний факультет;
- 1995 року в Дечині утворені філії центральних факультів транспорту і ядерної фізики;
- 2005 року відкрився факультет біомедицинської інженерії в Кладно;
- у 2009 році створено факультет інформаційних технологій.

Чеський технічний університет знаний як новатор і впроваджувач нових технологій — так 13 лютого 1992 року са́ме мережу ЧТУ вперше в Чехії було під'єднано до Інтернету.
У вересні 2009 року було відкрито Національну технічну бібліотеку, що об'єднала бібліотеки усіх факультетів ЧТУ в одному місці.
У теперішній час (2000-ні) Чеський технічний університет має низку угод із зарубіжними вишами, бере участь у міжнародних освітніх програмах Erasmus і Leonardo, значна частина освітнього процесу є доступною англійськкою мовою. ЧТУ тісно співпрацює з багатьма міжнародними компаніями, з-поміж яких Toyota, Skanska, Bosch, Siemens, Honeywell, GE, Rockwell, ABB Group, McKinsey, DaimlerChrysler, Škoda Auto, Ericsson, Vodafone тощо.

## Структура

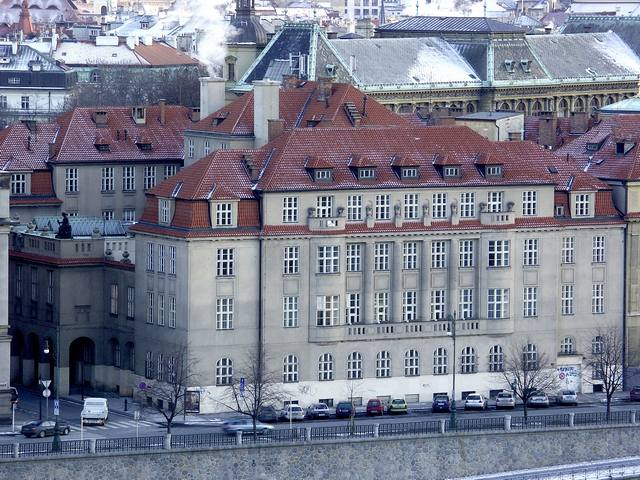
Факультет ядерної фізики, Прага

Факультети Чеського технічного університету:
- Будівельний факультет (Fakulta stavební, FSv);
- Машинобудівельний факультет (Fakulta strojní, FS);
- Електротехнічний факультет (Fakulta elektrotechnická, FEL);
- Факультет ядерної фізики (Fakulta jaderná a fyzikálně inženýrská, FJFI);
- Архітектурний факультет (Fakulta architektury, FA);
- Транспортий факультет (Fakulta dopravní, FD);
- Факультет біомедичної інженерії (Fakulta biomedicínského inženýrství, FBMI)
- Факультет інформаційних технологій (Fakulta informačních technologií, FIT)

Інститути ЧТУ:
- Інститут імені Клокнера (Kloknerův ústav, KÚ);
- Інститут вищих досліджень імені Масарика (Masarykův ústav vyšších studií, MÚVS);
- Інститут фізичного виховання та спорту (Ústav tělesné výchovy a sportu, ÚTVS).

Інші складові університету:

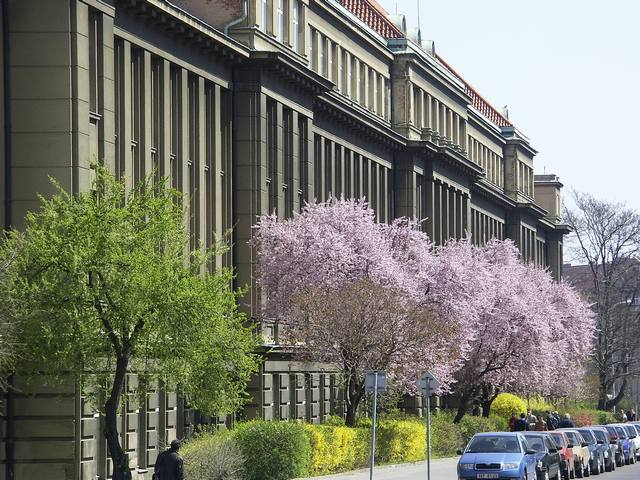
Ректорат ЧТУ

- Інформаційний та обчислювальний центр (Výpočetní a informační centrum, VIC);
- Центр технологій та інновацій (Technologické a inovační centrum, TIC);
- Інститут технічної та експериментальної фізики (Ústav technické a experimentální fyziky ČVUT, ÚTEF);
- Відділ інвестицій і будівництва (Útvar výstavby a investiční činnosti ČVUT, ÚVIČ);
- Центральна бібліотека (Ústřední knihovna ČVUT, ÚK)[недоступне посилання з серпня 2019];
- Ректорат (Rektorát ČVUT, RČVUT);
- Відділ навчальної матеріально-технічної бази (Správa účelových zařízení, SÚZ);
- книжкове видавництво ЧТУ «Чеська техніка» (Česká technika — nakladatelství ČVUT, CTN).

## Умови навчання

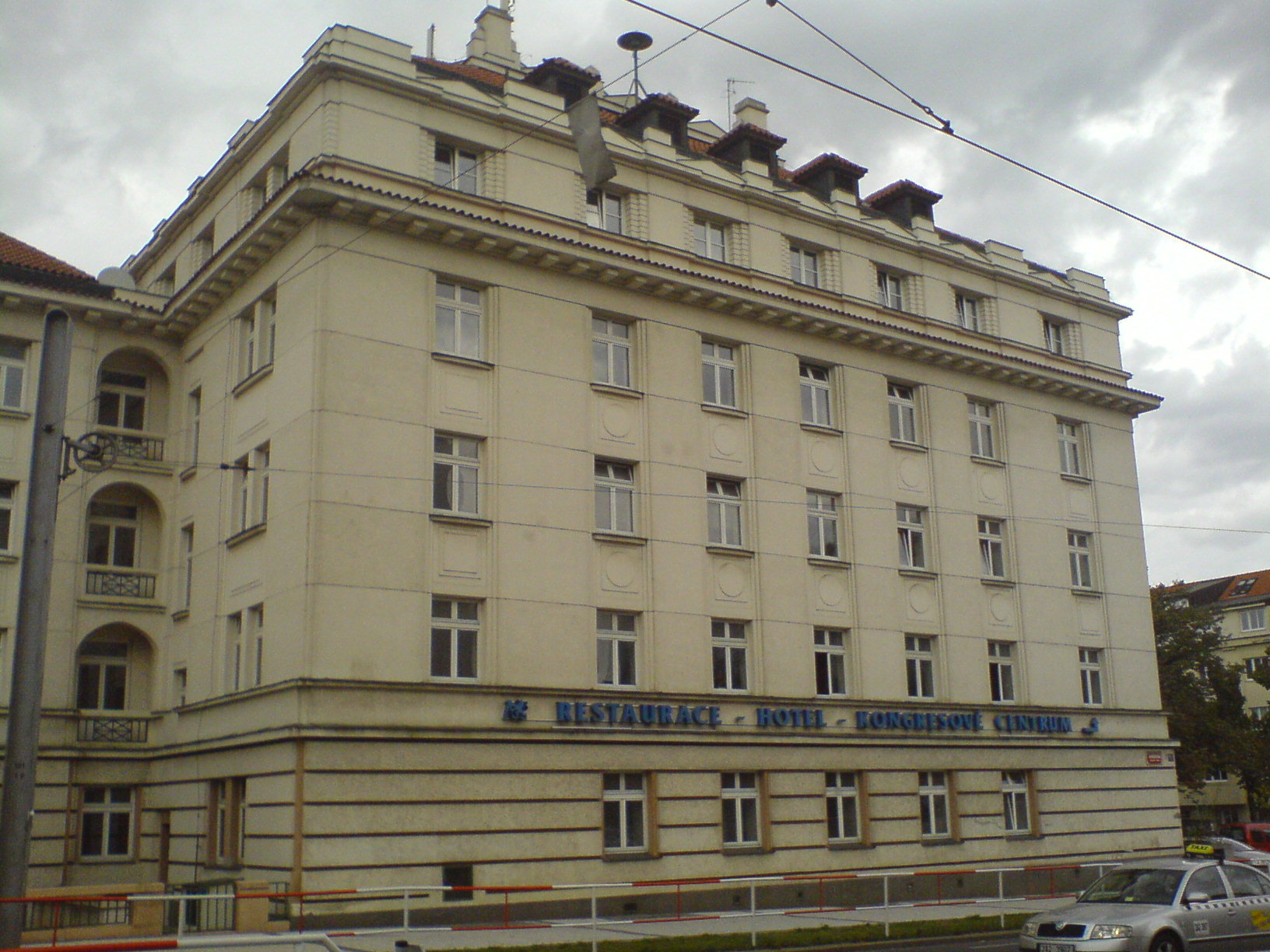
Масариковий гуртожиток

ЧТУ надає розміщення для понад 8 000 студентів у декількох гуртожитках, більшість з яких розташовані у районі Страхов, Прага 6 (понад 5 500 місць). Нові студенти за бажання можуть розміститися у безпосередній близькості до навчальних корпусів у головному кампусі Дейвицька: гуртожитках Масарик, Синкуле і Дейвицька.
Для послуг студентів якісна матеріально-технічна база, умови для розвитку, як за предметом навчання, так і саморозвитку (фізичного, духовного тощо). У кампусах працюють їдальні, транспортних проблем немає завдяки злагодженій роботі міського громадського траснпорту: метро, автобус, трамвай, крім того біля головного кампусу зупиняється чимало міжміських автобусів.

## Відомі випускники і професори
- Владимир Прелог — лауреат Нобелівської премії з хімії 1975 року;
- Іван Павлович Пулюй — професор фізики, один з фундаторів медичної рентгенології;
- Крістіан Доплер — професор математики;
- Франтішек Бегоунек — вчений-радіолог;
- Карел Коржистка — географ і геодезист;
- Йозеф Главка — архітектор;
- Франтішек Йозеф Ґерстнер (František Josef Gerstner) — інженер, автор проєкту залізниці від Чеське Будейовіце до Лінца;
- Домінік Зброжек — геодезист і астроном, перший завідувач кафедри геодезії і сферичної астрономії Львівської політехніки;
- Іван Гавел — кібернетик та когнітивіст, директор Центру теоретичних досліджень Карлова університету;
- Окакар Гусак, випускник ЧТУ, хімік, генерал, чехословацький легіонер в Росії та Франції, Винищувач з зборов і Террон, голова військового департаменту президента Масарика, міністр оборони, перший директор заводу Експлосія Семтін, полонений концтаборів Дахау і Бухенвальд, директор Синтезу Семтін (1945-1948), політичний в'язень (Панкрац, Миров 1950-1996) [8]
- Йосип Криванек — інженер, підприємець;
- Фердинанд Вітачек — інженер;
- Владімір Шлапета — архітектор, історик архітектури, професор.
- Отто Віхтерле - хімік